# Финляндия на летней Универсиаде 2013
Финляндия на XXVII Всемирной Летней Универсиаде была представлена 84 спортсменами в 15 видах спорта.

## Призёры
| Медаль  | Спортсмен                   | Вид спорта      | Дисциплина          | Дата    |
| ------- | --------------------------- | --------------- | ------------------- | ------- |
| Серебро | Ханна-Маари Латвала (англ.) | Лёгкая атлетика | Женщины, 200 метров | 10 июля |

## Результаты

### Академическая гребля

#### Мужчины
| Соревнование  | Спортсмены                             | Предварительный этап | Предварительный этап | Утешительный заезд | Утешительный заезд | Полуфинал | Полуфинал | Финал   | Финал   | Итоговое место |
| Соревнование  | Спортсмены                             | Время                | Место                | Время              | Место              | Время     | Место     | Время   | Место   | Итоговое место |
| ------------- | -------------------------------------- | -------------------- | -------------------- | ------------------ | ------------------ | --------- | --------- | ------- | ------- | -------------- |
| Одиночки      | Роберт Вен                             | 7:48.86              | 11                   | 8:06.19            | 1                  | 7:21.55   | 8         | Финал B | Финал B | 9              |
| Одиночки      | Роберт Вен                             | 7:48.86              | 11                   | 8:06.19            | 1                  | 7:21.55   | 8         | 7:22.49 | 3       | 9              |
| Двойки парные | Йёонас Петаяниеми Юхо-пекка Петаяниеми | 7:14.51              | 7                    | 6:45.12            | 2                  |           |           | Финал A | Финал A | 5              |
| Двойки парные | Йёонас Петаяниеми Юхо-пекка Петаяниеми | 7:14.51              | 7                    | 6:45.12            | 2                  | 6:52.73   | 5         |         |         | 5              |

#### Женщины
| Соревнование  | Спортсмены                 | Предварительный этап | Предварительный этап | Утешительный заезд | Утешительный заезд | Полуфинал | Полуфинал | Финал   | Финал   | Итоговое место |
| Соревнование  | Спортсмены                 | Время                | Место                | Время              | Место              | Время     | Место     | Время   | Место   | Итоговое место |
| ------------- | -------------------------- | -------------------- | -------------------- | ------------------ | ------------------ | --------- | --------- | ------- | ------- | -------------- |
| Двойки парные | Ээва Карппинен Улла Варвиё | 7:19.19              | 2                    | Не участвовали     | Не участвовали     | 7:15.38   | 4         | Финал A | Финал A | 6              |
| Двойки парные | Ээва Карппинен Улла Варвиё | 7:19.19              | 2                    | Не участвовали     | Не участвовали     | 7:15.38   | 4         | 7:41.99 | 6       | 6              |

### Бадминтон

#### Мужчины
| Соревнование     | Спортсмены          | 1/128 финала                             | 1/64 финала                                  | 1/32 финала                                    | 1/16 финала                                    | Четвертьфинал        | Полуфинал            | Финал                | Итоговое место |
| Соревнование     | Спортсмены          | Соперник Счёт                            | Соперник Счёт                                | Соперник Счёт                                  | Соперник Счёт                                  | Соперник Счёт        | Соперник Счёт        | Соперник Счёт        | Итоговое место |
| ---------------- | ------------------- | ---------------------------------------- | -------------------------------------------- | ---------------------------------------------- | ---------------------------------------------- | -------------------- | -------------------- | -------------------- | -------------- |
| Одиночный разряд | Ээту Хэйно (нем.)   | Не участвовал                            | Леон Куньфай (MAC) Поб. 2:0 (21:13, 24:22)   | Андрей Параходин (RUS) Поб. 2:0 (21:17, 21:11) | Гао Хуань (нем.) (CHN) Пор. 0:2 (11:21, 16:21) | Завершил выступление | Завершил выступление | Завершил выступление | 9              |
| Одиночный разряд | Антон Каисти (нем.) | Не участвовал                            | Лукас Клаербоу (FRA) Пор. 0:2 (22:24, 17:21) | Завершил выступление                           | Завершил выступление                           | Завершил выступление | Завершил выступление | Завершил выступление | 33             |
| Одиночный разряд | Петри Хаутала       | Ади Пратама (INA) Пор. 2:0 (9:21, 10:21) | Завершил выступление                         | Завершил выступление                           | Завершил выступление                           | Завершил выступление | Завершил выступление | Завершил выступление | 65             |

#### Женщины
| Соревнование     | Спортсмены           | 1/64 финала                                               | 1/32 финала           | 1/16 финала           | Четвертьфинал         | Полуфинал             | Финал                 | Итоговое место |
| Соревнование     | Спортсмены           | Соперник Счёт                                             | Соперник Счёт         | Соперник Счёт         | Соперник Счёт         | Соперник Счёт         | Соперник Счёт         | Итоговое место |
| ---------------- | -------------------- | --------------------------------------------------------- | --------------------- | --------------------- | --------------------- | --------------------- | --------------------- | -------------- |
| Одиночный разряд | Санни Раутала (нем.) | Чанида Юлраттанамани (нем.) (THA) Пор. 2:0 (17:21, 16:21) | Завершила выступление | Завершила выступление | Завершила выступление | Завершила выступление | Завершила выступление | 33             |

#### Микст
| Соревнование            | Спортсмены                               | 1/64 финала                                                            | 1/32 финала           | 1/16 финала           | Четвертьфинал         | Полуфинал             | Финал                 | Итоговое место |
| Соревнование            | Спортсмены                               | Соперник Счёт                                                          | Соперник Счёт         | Соперник Счёт         | Соперник Счёт         | Соперник Счёт         | Соперник Счёт         | Итоговое место |
| ----------------------- | ---------------------------------------- | ---------------------------------------------------------------------- | --------------------- | --------------------- | --------------------- | --------------------- | --------------------- | -------------- |
| Смешанный парный разряд | Антон Каисти (нем.) Санни Раутала (нем.) | Анатолий Ярцев (нем.) / Евгения Косецкая (RUS) Пор. 0:2 (18:21, 16:21) | Завершили выступление | Завершили выступление | Завершили выступление | Завершили выступление | Завершили выступление | 33             |

### Баскетбол

#### Мужчины
Состав команды
| Мужская сборная Финляндии по баскетболу | Мужская сборная Финляндии по баскетболу | Мужская сборная Финляндии по баскетболу | Мужская сборная Финляндии по баскетболу | Мужская сборная Финляндии по баскетболу | Мужская сборная Финляндии по баскетболу | Мужская сборная Финляндии по баскетболу | Мужская сборная Финляндии по баскетболу | Мужская сборная Финляндии по баскетболу | Мужская сборная Финляндии по баскетболу | Мужская сборная Финляндии по баскетболу | Мужская сборная Финляндии по баскетболу | Мужская сборная Финляндии по баскетболу |
| №                                       | Поз.                                    | Имя, фамилия                            | Дата рождения (возраст)                 | Рост                                    | Вес                                     | Клуб                                    | Игры                                    | Минуты                                  | Подборы                                 | Передачи                                | Очки                                    | Очки в среднем за матч                  |
| --------------------------------------- | --------------------------------------- | --------------------------------------- | --------------------------------------- | --------------------------------------- | --------------------------------------- | --------------------------------------- | --------------------------------------- | --------------------------------------- | --------------------------------------- | --------------------------------------- | --------------------------------------- | --------------------------------------- |
| 4                                       | Форв.                                   | Есе Ниеми (фин.)                        | 31 марта 1990 (23 года)                 | 1,94 м                                  | 97 кг                                   | Тампереэн Пюринто (англ.) (Тампере)     | 8                                       | 167                                     | 32                                      | 3                                       | 54                                      | 6,8                                     |
| 5                                       | Цен.                                    | Микаель Сандберг (фин.)                 | 9 марта 1991 (22 года)                  | 2,10 м                                  | 103 кг                                  | Вилпас Викингс (фин.) (Сало)            | 8                                       | 159                                     | 47                                      | 10                                      | 32                                      | 4,0                                     |
| 6                                       | Форв.                                   | Матиас Ояла (фин.)                      | 20 июля 1989 (23 года)                  | 1,97 м                                  | 96 кг                                   | Каухайоен Карху (англ.) (Каухайоки)     | 8                                       | 69                                      | 16                                      | 3                                       | 32                                      | 4,0                                     |
| 7                                       | Форв.                                   | Матти Нуутинен (фин.)                   | 6 мая 1990 (23 года)                    | 2,00 м                                  | 98 кг                                   | Нилан Бисонс Лоймаа (англ.) (Лоймаа)    | 0                                       | 0                                       | —                                       | —                                       | —                                       | —                                       |
| 8                                       | Форв.                                   | Маркус Молениус (фин.)                  | 16 января 1992 (21 год)                 | 2,02 м                                  | 100 кг                                  | Каухайоен Карху (англ.) (Каухайоки)     | 8                                       | 102                                     | 17                                      | 0                                       | 38                                      | 4,8                                     |
| 9                                       | Форв.                                   | Сами Икавалко (фин.)                    | 24 октября 1989 (23 года)               | 1,87 м                                  | 83 кг                                   | Форссан Корипоят (фин.) (Форсса)        | 8                                       | 75                                      | 10                                      | 6                                       | 18                                      | 2,3                                     |
| 10                                      | Форв.                                   | Карл Линдбом (фин.)                     | 10 ноября 1991 (22 года)                | 2,06 м                                  | 96 кг                                   | Тампереэн Пюринто (англ.) (Тампере)     | 8                                       | 188                                     | 30                                      | 5                                       | 101                                     | 12,6                                    |
| 11                                      | Форв.                                   | Юхо Лехторанта (фин.)                   | 7 мая 1989 (24 года)                    | 1,95 м                                  | 94 кг                                   | БК Катая (англ.) (Йоэнсуу)              | 8                                       | 156                                     | 27                                      | 11                                      | 55                                      | 6,9                                     |
| 12                                      | Цен.                                    | Лаури Тойвонен (фин.)                   | 21 февраля 1991 (22 года)               | 2,00 м                                  | 105 кг                                  | ЮТПА Бронкс (англ.) (Эдинберг)          | 8                                       | 123                                     | 34                                      | 3                                       | 38                                      | 4,8                                     |
| 13                                      | Форв.                                   | Алекс Ваенерберг (фин.)                 | 21 августа 1992 (20 лет)                | 1,82 м                                  | 80 кг                                   | Вилпас Викингс (фин.) (Сало)            | 8                                       | 109                                     | 11                                      | 14                                      | 19                                      | 2,4                                     |
| 14                                      | Форв.                                   | Роопе Ахонен (фин.)                     | 2 июня 1990 (23 года)                   | 1,84 м                                  | 85 кг                                   | Сольна Викингс (англ.) (Сольна)         | 8                                       | 223                                     | 18                                      | 28                                      | 96                                      | 12,0                                    |
| 15                                      | Форв.                                   | Антто Никкаринен (фин.)                 | 1 марта 1991 (22 года)                  | 1,83 м                                  | 85 кг                                   | Коувот (фин.) (Коувола)                 | 8                                       | 230                                     | 15                                      | 41                                      | 79                                      | 9,9                                     |
| Главный тренер:                         |                                         |                                         |                                         |                                         |                                         |                                         |                                         |                                         |                                         |                                         |                                         |                                         |

Результаты
Группа А
| Место | Команда   | И | В | П | МЗ  | МП  | МР   | Очки |
| ----- | --------- | - | - | - | --- | --- | ---- | ---- |
| 1     | Литва     | 5 | 5 | 0 | 486 | 294 | +192 | 10   |
| 2     | Бразилия  | 5 | 4 | 1 | 434 | 294 | +140 | 9    |
| 3     | Финляндия | 5 | 3 | 2 | 340 | 316 | +24  | 8    |
| 4     | Норвегия  | 5 | 2 | 3 | 341 | 353 | -12  | 7    |
| 5     | Китай     | 5 | 1 | 4 | 349 | 510 | -161 | 6    |
| 6     | Чили      | 5 | 0 | 5 | 266 | 449 | -19  | 5    |

Отборочный турнир
| 7 июля 2013 10:00 UTC+04:00 M9 | Отчёт | Финляндия                          | 71 : 52  | Чили       | УСК «Мирас», Казань Зрителей: 150 Судьи: Станислав Кучера Карен Ласуик; Семён Овинов |
| 7 июля 2013 10:00 UTC+04:00 M9 | Отчёт | 18 : 16, 18 : 12, 17 : 10, 18 : 14 |          |            | УСК «Мирас», Казань Зрителей: 150 Судьи: Станислав Кучера Карен Ласуик; Семён Овинов |
| 7 июля 2013 10:00 UTC+04:00 M9 | Отчёт | Лехторанта 14                      | Очки     | Ледесма 15 | УСК «Мирас», Казань Зрителей: 150 Судьи: Станислав Кучера Карен Ласуик; Семён Овинов |
| 7 июля 2013 10:00 UTC+04:00 M9 | Отчёт | Сандберг, Лехторанта 7             | Подборы  | Ледесма 9  | УСК «Мирас», Казань Зрителей: 150 Судьи: Станислав Кучера Карен Ласуик; Семён Овинов |
| 7 июля 2013 10:00 UTC+04:00 M9 | Отчёт | Ахонен, Никкаринен 4               | Передачи | Ледесма 5  | УСК «Мирас», Казань Зрителей: 150 Судьи: Станислав Кучера Карен Ласуик; Семён Овинов |

| 8 июля 2013 12:30 UTC+04:00 M24 | Отчёт | Финляндия                  | 65:75    | Бразилия    | КСК «КАИ-Олимп», Казань Зрителей: 43 Судьи: Борис Шмидт Хосе Хуан Айала Перес; Тони ле Энн Колдвелл |
| 8 июля 2013 12:30 UTC+04:00 M24 | Отчёт | 15:16, 13:23, 20:20, 17:16 |          |             | КСК «КАИ-Олимп», Казань Зрителей: 43 Судьи: Борис Шмидт Хосе Хуан Айала Перес; Тони ле Энн Колдвелл |
| 8 июля 2013 12:30 UTC+04:00 M24 | Отчёт | Ахонен 23                  | Очки     | Бернарди 16 | КСК «КАИ-Олимп», Казань Зрителей: 43 Судьи: Борис Шмидт Хосе Хуан Айала Перес; Тони ле Энн Колдвелл |
| 8 июля 2013 12:30 UTC+04:00 M24 | Отчёт | Линдбом 6                  | Подборы  | Мейндл 7    | КСК «КАИ-Олимп», Казань Зрителей: 43 Судьи: Борис Шмидт Хосе Хуан Айала Перес; Тони ле Энн Колдвелл |
| 8 июля 2013 12:30 UTC+04:00 M24 | Отчёт | Никкаринен 6               | Передачи | Чая 8       | КСК «КАИ-Олимп», Казань Зрителей: 43 Судьи: Борис Шмидт Хосе Хуан Айала Перес; Тони ле Энн Колдвелл |

| 10 июля 2013 12:30 UTC+04:00 M35 | Отчёт | Финляндия                | 60:55    | Норвегия                       | «Баскет-холл» (малый зал), Казань Зрителей: 200 Судьи: Дариуш Запольски Сергей Круг; Ахмед Аль-Булуши |
| 10 июля 2013 12:30 UTC+04:00 M35 | Отчёт | 9:16, 21:10, 8:13, 22:16 |          |                                | «Баскет-холл» (малый зал), Казань Зрителей: 200 Судьи: Дариуш Запольски Сергей Круг; Ахмед Аль-Булуши |
| 10 июля 2013 12:30 UTC+04:00 M35 | Отчёт | Ахонен 15                | Очки     | Мьёс, Соммерфелдт, Нвачукву 12 | «Баскет-холл» (малый зал), Казань Зрителей: 200 Судьи: Дариуш Запольски Сергей Круг; Ахмед Аль-Булуши |
| 10 июля 2013 12:30 UTC+04:00 M35 | Отчёт | Сандберг 11              | Подборы  | Нвачукву 13                    | «Баскет-холл» (малый зал), Казань Зрителей: 200 Судьи: Дариуш Запольски Сергей Круг; Ахмед Аль-Булуши |
| 10 июля 2013 12:30 UTC+04:00 M35 | Отчёт | Никкаринен 3             | Передачи | Стин 4                         | «Баскет-холл» (малый зал), Казань Зрителей: 200 Судьи: Дариуш Запольски Сергей Круг; Ахмед Аль-Булуши |

| 11 июля 2013 13:00 UTC+04:00 M38 | Отчёт | Финляндия                   | 93:64    | Китай                                                     | «Баскет-холл» (большой зал), Казань Судьи: Ивана Иванович Роберт Паулик; Пал Аттила Дьорффи |
| 11 июля 2013 13:00 UTC+04:00 M38 | Отчёт | 20:12, 18:14, 25:19, 30:19  |          |                                                           | «Баскет-холл» (большой зал), Казань Судьи: Ивана Иванович Роберт Паулик; Пал Аттила Дьорффи |
| 11 июля 2013 13:00 UTC+04:00 M38 | Отчёт | Линдбом 19                  | Очки     | Дай Хуайбо 14                                             | «Баскет-холл» (большой зал), Казань Судьи: Ивана Иванович Роберт Паулик; Пал Аттила Дьорффи |
| 11 июля 2013 13:00 UTC+04:00 M38 | Отчёт | Ниеми, Молениус, Тойвонен 7 | Подборы  | Дай Хуайбо 7                                              | «Баскет-холл» (большой зал), Казань Судьи: Ивана Иванович Роберт Паулик; Пал Аттила Дьорффи |
| 11 июля 2013 13:00 UTC+04:00 M38 | Отчёт | Никкаринен 8                | Передачи | Лю Чжихао, Вэнь Хао, Цуй Цзиньмин, Гао Сяннань, Лю Лянь 3 | «Баскет-холл» (большой зал), Казань Судьи: Ивана Иванович Роберт Паулик; Пал Аттила Дьорффи |

| 12 июля 2013 10:00 UTC+04:00 M55 | Отчёт | Литва                    | 70:51    | Финляндия              | УСК «Мирас», Казань Зрителей: 163 Судьи: Станислав Кучера Владимир Охрименко; Родриго Мигель Оливерос Хенрикес |
| 12 июля 2013 10:00 UTC+04:00 M55 | Отчёт | 18:7, 19:14, 17:7, 16:23 |          |                        | УСК «Мирас», Казань Зрителей: 163 Судьи: Станислав Кучера Владимир Охрименко; Родриго Мигель Оливерос Хенрикес |
| 12 июля 2013 10:00 UTC+04:00 M55 | Отчёт | Орелик 15                | Очки     | Никкаринен 10          | УСК «Мирас», Казань Зрителей: 163 Судьи: Станислав Кучера Владимир Охрименко; Родриго Мигель Оливерос Хенрикес |
| 12 июля 2013 10:00 UTC+04:00 M55 | Отчёт | Цепукайтис 8             | Подборы  | Тойвонен 6             | УСК «Мирас», Казань Зрителей: 163 Судьи: Станислав Кучера Владимир Охрименко; Родриго Мигель Оливерос Хенрикес |
| 12 июля 2013 10:00 UTC+04:00 M55 | Отчёт | Липкевичус 3             | Передачи | Никкаринен, Икавалко 2 | УСК «Мирас», Казань Зрителей: 163 Судьи: Станислав Кучера Владимир Охрименко; Родриго Мигель Оливерос Хенрикес |

Четвертьфинал за 9-16 места
| 14 июля 2013 12:30 UTC+04:00 M68 | Отчёт | Финляндия                 | 70:52    | Чехия                           | УСК «Мирас», Казань Зрителей: 224 Судьи: Семён Овинов Владимир Педиев; Саулюс Рацыс |
| 14 июля 2013 12:30 UTC+04:00 M68 | Отчёт | 20:9, 14:14, 19:15, 17:14 |          |                                 | УСК «Мирас», Казань Зрителей: 224 Судьи: Семён Овинов Владимир Педиев; Саулюс Рацыс |
| 14 июля 2013 12:30 UTC+04:00 M68 | Отчёт | Ахонен 19                 | Очки     | Славик 11                       | УСК «Мирас», Казань Зрителей: 224 Судьи: Семён Овинов Владимир Педиев; Саулюс Рацыс |
| 14 июля 2013 12:30 UTC+04:00 M68 | Отчёт | Сандберг 9                | Подборы  | Славик 9                        | УСК «Мирас», Казань Зрителей: 224 Судьи: Семён Овинов Владимир Педиев; Саулюс Рацыс |
| 14 июля 2013 12:30 UTC+04:00 M68 | Отчёт | Никкаринен 6              | Передачи | Сотнар, Цвек, Йиричек, Гнядек 2 | УСК «Мирас», Казань Зрителей: 224 Судьи: Семён Овинов Владимир Педиев; Саулюс Рацыс |

Полуфинал за 9-12 места
| 15 июля 2013 12:30 UTC+04:00 M80 | Отчёт | Мексика                    | 70:82    | Финляндия            | УСК «Мирас», Казань Зрителей: 468 Судьи: Тим Миллс Кихаму Мацумото; Хусайн Алблоуши |
| 15 июля 2013 12:30 UTC+04:00 M80 | Отчёт | 17:18, 13:21, 21:22, 19:21 |          |                      | УСК «Мирас», Казань Зрителей: 468 Судьи: Тим Миллс Кихаму Мацумото; Хусайн Алблоуши |
| 15 июля 2013 12:30 UTC+04:00 M80 | Отчёт | Бенитез 18                 | Очки     | Линдбом 20           | УСК «Мирас», Казань Зрителей: 468 Судьи: Тим Миллс Кихаму Мацумото; Хусайн Алблоуши |
| 15 июля 2013 12:30 UTC+04:00 M80 | Отчёт | Джямес 8                   | Подборы  | Сандберг, Тойвонен 5 | УСК «Мирас», Казань Зрителей: 468 Судьи: Тим Миллс Кихаму Мацумото; Хусайн Алблоуши |
| 15 июля 2013 12:30 UTC+04:00 M80 | Отчёт | Калатаюд 4                 | Передачи | Никкаринен 5         | УСК «Мирас», Казань Зрителей: 468 Судьи: Тим Миллс Кихаму Мацумото; Хусайн Алблоуши |

Матч за 9-е место
| 16 июля 2013 15:00 UTC+04:00 M92 | Отчёт | США                       | 97:70    | Финляндия    | «Баскет-холл» (малый зал), Казань Судьи: Станислав Кучера Владимир Педиев; Сигеюки Арисава |
| 16 июля 2013 15:00 UTC+04:00 M92 | Отчёт | 25:20, 27:6, 20:18, 25:26 |          |              | «Баскет-холл» (малый зал), Казань Судьи: Станислав Кучера Владимир Педиев; Сигеюки Арисава |
| 16 июля 2013 15:00 UTC+04:00 M92 | Отчёт | Шихей 20                  | Очки     | Линдбом 18   | «Баскет-холл» (малый зал), Казань Судьи: Станислав Кучера Владимир Педиев; Сигеюки Арисава |
| 16 июля 2013 15:00 UTC+04:00 M92 | Отчёт | Уайт 10                   | Подборы  | Ниеми 7      | «Баскет-холл» (малый зал), Казань Судьи: Станислав Кучера Владимир Педиев; Сигеюки Арисава |
| 16 июля 2013 15:00 UTC+04:00 M92 | Отчёт | Хэнкок 5                  | Передачи | Никкаринен 7 | «Баскет-холл» (малый зал), Казань Судьи: Станислав Кучера Владимир Педиев; Сигеюки Арисава |

#### Женщины
Состав команды
| Женская сборная Финляндии по баскетболу | Женская сборная Финляндии по баскетболу | Женская сборная Финляндии по баскетболу | Женская сборная Финляндии по баскетболу | Женская сборная Финляндии по баскетболу | Женская сборная Финляндии по баскетболу | Женская сборная Финляндии по баскетболу         | Женская сборная Финляндии по баскетболу | Женская сборная Финляндии по баскетболу | Женская сборная Финляндии по баскетболу | Женская сборная Финляндии по баскетболу | Женская сборная Финляндии по баскетболу | Женская сборная Финляндии по баскетболу |
| №                                       | Поз.                                    | Имя, фамилия                            | Дата рождения (возраст)                 | Рост                                    | Вес                                     | Клуб                                            | Игры                                    | Минуты                                  | Подборы                                 | Передачи                                | Очки                                    | Очки в среднем за матч                  |
| --------------------------------------- | --------------------------------------- | --------------------------------------- | --------------------------------------- | --------------------------------------- | --------------------------------------- | ----------------------------------------------- | --------------------------------------- | --------------------------------------- | --------------------------------------- | --------------------------------------- | --------------------------------------- | --------------------------------------- |
| 4                                       | Форв.                                   | Мираль Бедретдин                        | 7 марта 1993 (20 лет)                   | 1,74 м                                  | 63 кг                                   | БК Эспоо (фин.) (Эспоо)                         | 6                                       | 121                                     | 5                                       | 9                                       | 20                                      | 3,3                                     |
| 5                                       | Цен.                                    | Ноора Ярвикангас                        | 2 апреля 1994 (19 лет)                  | 1,84 м                                  | 80 кг                                   | Форссан Алку (фин.) (Форсса)                    | 4                                       | 95                                      | 12                                      | 0                                       | 47                                      | 11,8                                    |
| 6                                       | Форв.                                   | Саара Вахлгрен                          | 2 февраля 1993 (20 лет)                 | 1,72 м                                  | 65 кг                                   | Торпан Поят (англ.) (Хельсинки)                 | 6                                       | 53                                      | 1                                       | 2                                       | 13                                      | 2,2                                     |
| 7                                       | Форв.                                   | Анни Макитало                           | 8 ноября 1991 (21 год)                  | 1,75 м                                  | 65 кг                                   | Катс Лаппеэнранта (фин.) (Лаппеэнранта)         | 6                                       | 111                                     | 7                                       | 7                                       | 33                                      | 5,5                                     |
| 8                                       | Форв.                                   | Эмми Лейно (фин.)                       | 1 июля 1994 (19 лет)                    | 1,82 м                                  | 70 кг                                   | Тапиолан Хонка (фин.) (Эспоо)                   | 6                                       | 70                                      | 2                                       | 3                                       | 9                                       | 1,5                                     |
| 9                                       | Форв.                                   | Ханна Вапамаа                           | 20 сентября 1990 (22 года)              | 1,81 м                                  | 74 кг                                   | Катс Лаппеэнранта (фин.) (Лаппеэнранта)         | 6                                       | 40                                      | 6                                       | 2                                       | 8                                       | 1,3                                     |
| 10                                      | Форв.                                   | Криста Гросс                            | 17 декабря 1990 (22 года)               | 1,83 м                                  | 77 кг                                   | Северная Каролина Тал Хилс (англ.) (Чапел-Хилл) | 6                                       | 161                                     | 32                                      | 9                                       | 37                                      | 6,2                                     |
| 11                                      | Форв.                                   | Хенна Саломаа                           | 5 июня 1989 (24 года)                   | 1,77 м                                  | 72 кг                                   | Форссан Алку (фин.) (Форсса)                    | 5                                       | 122                                     | 8                                       | 9                                       | 54                                      | 10,8                                    |
| 12                                      | Форв.                                   | Линда-Лотта Лехторанта                  | 7 октября 1991 (22 года)                | 1,75 м                                  | 64 кг                                   | Пели-Харкут (фин.) (Котка)                      | 6                                       | 162                                     | 19                                      | 13                                      | 72                                      | 12,0                                    |
| 13                                      | Цен.                                    | Лаура Сааринен                          | 15 января 1992 (21 год)                 | 1,86 м                                  | 80 кг                                   | Форссан Алку (фин.) (Форсса)                    | 5                                       | 139                                     | 34                                      | 5                                       | 34                                      | 6,8                                     |
| 14                                      | Форв.                                   | Анисса Поундс                           | 7 декабря 1992 (21 год)                 | 1,73 м                                  | 70 кг                                   | Пели-Харкут (фин.) (Котка)                      | 6                                       | 41                                      | 5                                       | 2                                       | 11                                      | 1,8                                     |
| 15                                      | Цен.                                    | София Пеландер                          | 4 августа 1992 (20 лет)                 | 1,88 м                                  | 79 кг                                   | Турун Риенто (фин.) (Турку)                     | 6                                       | 84                                      | 16                                      | 1                                       | 27                                      | 4,5                                     |
| Главный тренер: Антон Миролюбов (фин.)  |                                         |                                         |                                         |                                         |                                         |                                                 |                                         |                                         |                                         |                                         |                                         |                                         |

Результаты
Группа D
| Место | Команда   | И | В | П | МЗ  | МП  | МР   | Очки |
| ----- | --------- | - | - | - | --- | --- | ---- | ---- |
| 1     | Австралия | 3 | 3 | 0 | 268 | 144 | +124 | 6    |
| 2     | Венгрия   | 3 | 2 | 1 | 197 | 205 | −8   | 5    |
| 3     | Китай     | 3 | 1 | 2 | 186 | 236 | −50  | 4    |
| 4     | Финляндия | 3 | 0 | 3 | 167 | 233 | −66  | 3    |

| 8 июля 2013 18:00 UTC+04:00 W7 | Отчёт | Финляндия                 | 62 :74   | Китай        | УСК «Биек-Тау», Казань Зрителей: 156 Судьи: Рейд Аллан Кеньон Дариуш Запольски; Родриго Мигель Оливерос Хенрикес |
| 8 июля 2013 18:00 UTC+04:00 W7 | Отчёт | 8:26, 15:12, 19:20, 20:16 |          |              | УСК «Биек-Тау», Казань Зрителей: 156 Судьи: Рейд Аллан Кеньон Дариуш Запольски; Родриго Мигель Оливерос Хенрикес |
| 8 июля 2013 18:00 UTC+04:00 W7 | Отчёт | Саломаа 14                | Очки     | Ван Мици 21  | УСК «Биек-Тау», Казань Зрителей: 156 Судьи: Рейд Аллан Кеньон Дариуш Запольски; Родриго Мигель Оливерос Хенрикес |
| 8 июля 2013 18:00 UTC+04:00 W7 | Отчёт | Сааринен 11               | Подборы  | Гун Фанчжу 9 | УСК «Биек-Тау», Казань Зрителей: 156 Судьи: Рейд Аллан Кеньон Дариуш Запольски; Родриго Мигель Оливерос Хенрикес |
| 8 июля 2013 18:00 UTC+04:00 W7 | Отчёт | Лехторанта 7              | Передачи | Шао Тин 7    | УСК «Биек-Тау», Казань Зрителей: 156 Судьи: Рейд Аллан Кеньон Дариуш Запольски; Родриго Мигель Оливерос Хенрикес |

| 9 июля 2013 18:00 UTC+04:00 W15 | Отчёт | Финляндия                 | 59:64    | Венгрия               | КСК «КАИ-Олимп», Казань Зрителей: 150 Судьи: Сергей Круг Тиень Хсяо Лунь; Виктор Боженар |
| 9 июля 2013 18:00 UTC+04:00 W15 | Отчёт | 13:17, 24:11, 16:20, 6:16 |          |                       | КСК «КАИ-Олимп», Казань Зрителей: 150 Судьи: Сергей Круг Тиень Хсяо Лунь; Виктор Боженар |
| 9 июля 2013 18:00 UTC+04:00 W15 | Отчёт | Ярвикангас 15             | Очки     | Кривацевич 28         | КСК «КАИ-Олимп», Казань Зрителей: 150 Судьи: Сергей Круг Тиень Хсяо Лунь; Виктор Боженар |
| 9 июля 2013 18:00 UTC+04:00 W15 | Отчёт | Ярвикангас 6              | Подборы  | Кривацевич, Мансаре 9 | КСК «КАИ-Олимп», Казань Зрителей: 150 Судьи: Сергей Круг Тиень Хсяо Лунь; Виктор Боженар |
| 9 июля 2013 18:00 UTC+04:00 W15 | Отчёт | Саломаа 3                 | Передачи | Амбрус 4              | КСК «КАИ-Олимп», Казань Зрителей: 150 Судьи: Сергей Круг Тиень Хсяо Лунь; Виктор Боженар |

| 10 июля 2013 20:30 UTC+04:00 W24 | Отчёт | Австралия                     | 95:46    | Финляндия                       | КСК «КАИ-Олимп», Казань Судьи: Миндаугас Вечерскас Владимир Педиев; Ганзориг Батбайар |
| 10 июля 2013 20:30 UTC+04:00 W24 | Отчёт | 19:6, 23:8, 23:16, 30:16      |          |                                 | КСК «КАИ-Олимп», Казань Судьи: Миндаугас Вечерскас Владимир Педиев; Ганзориг Батбайар |
| 10 июля 2013 20:30 UTC+04:00 W24 | Отчёт | Кунек 26                      | Очки     | Ярвикангас 10                   | КСК «КАИ-Олимп», Казань Судьи: Миндаугас Вечерскас Владимир Педиев; Ганзориг Батбайар |
| 10 июля 2013 20:30 UTC+04:00 W24 | Отчёт | Томсон, Кунек, Эбзери, Толо 6 | Подборы  | Вапамаа, Лехторанта, Пеландер 3 | КСК «КАИ-Олимп», Казань Судьи: Миндаугас Вечерскас Владимир Педиев; Ганзориг Батбайар |
| 10 июля 2013 20:30 UTC+04:00 W24 | Отчёт | Лавей 8                       | Передачи | Макитало, Лехторанта 3          | КСК «КАИ-Олимп», Казань Судьи: Миндаугас Вечерскас Владимир Педиев; Ганзориг Батбайар |

Четвертьфинал за 9-16 места
| 12 июля 2013 12:30 UTC+04:00 W30 | Отчёт | Украина                   | 80:51    | Финляндия              | УСК «Биек-Тау», Казань Зрителей: 300 Судьи: Хосе Хуан Айала Перес Фабио Ковер; Сигеюки Арисава |
| 12 июля 2013 12:30 UTC+04:00 W30 | Отчёт | 23:10, 13:21, 30:11, 14:9 |          |                        | УСК «Биек-Тау», Казань Зрителей: 300 Судьи: Хосе Хуан Айала Перес Фабио Ковер; Сигеюки Арисава |
| 12 июля 2013 12:30 UTC+04:00 W30 | Отчёт | Дорогобузова 19           | Очки     | Ярвикангас, Макитало 9 | УСК «Биек-Тау», Казань Зрителей: 300 Судьи: Хосе Хуан Айала Перес Фабио Ковер; Сигеюки Арисава |
| 12 июля 2013 12:30 UTC+04:00 W30 | Отчёт | Мазниченко, Назаревич 8   | Подборы  | Гросс 9                | УСК «Биек-Тау», Казань Зрителей: 300 Судьи: Хосе Хуан Айала Перес Фабио Ковер; Сигеюки Арисава |
| 12 июля 2013 12:30 UTC+04:00 W30 | Отчёт | Белоцеркивска 7           | Передачи | Бедретдин, Сааринен 3  | УСК «Биек-Тау», Казань Зрителей: 300 Судьи: Хосе Хуан Айала Перес Фабио Ковер; Сигеюки Арисава |

Полуфинал за 13-16 места
| 13 июля 2013 12:30 UTC+04:00 W38 | Отчёт | Финляндия               | 84:38    | Монголия  | УСК «Мирас», Казань Зрителей: 193 Судьи: Тони ле Энн Колдвелл Станислав Кучера; Ахмед Аль-Булуши |
| 13 июля 2013 12:30 UTC+04:00 W38 | Отчёт | 32:5, 15:5, 19:20, 18:8 |          |           | УСК «Мирас», Казань Зрителей: 193 Судьи: Тони ле Энн Колдвелл Станислав Кучера; Ахмед Аль-Булуши |
| 13 июля 2013 12:30 UTC+04:00 W38 | Отчёт | Саломаа, Пеландер 17    | Очки     | Баатар 12 | УСК «Мирас», Казань Зрителей: 193 Судьи: Тони ле Энн Колдвелл Станислав Кучера; Ахмед Аль-Булуши |
| 13 июля 2013 12:30 UTC+04:00 W38 | Отчёт | Гросс 12                | Подборы  | Алимаа 8  | УСК «Мирас», Казань Зрителей: 193 Судьи: Тони ле Энн Колдвелл Станислав Кучера; Ахмед Аль-Булуши |
| 13 июля 2013 12:30 UTC+04:00 W38 | Отчёт | Макитало, Гросс 2       | Передачи | Алимаа 3  | УСК «Мирас», Казань Зрителей: 193 Судьи: Тони ле Энн Колдвелл Станислав Кучера; Ахмед Аль-Булуши |

Матч за 13-е место
| 15 июля 2013 12:30 UTC+04:00 W46 | Отчёт | Япония                     | 78:63    | Финляндия                     | УСК «Биек-Тау», Казань Зрителей: 250 Судьи: Ласло Лоранд Букурести Пал Аттила Дьорффи; Ганзориг Батбайар |
| 15 июля 2013 12:30 UTC+04:00 W46 | Отчёт | 22:16, 19:20, 19:12, 18:15 |          |                               | УСК «Биек-Тау», Казань Зрителей: 250 Судьи: Ласло Лоранд Букурести Пал Аттила Дьорффи; Ганзориг Батбайар |
| 15 июля 2013 12:30 UTC+04:00 W46 | Отчёт | Курихара 17                | Очки     | Лехторанта 27                 | УСК «Биек-Тау», Казань Зрителей: 250 Судьи: Ласло Лоранд Букурести Пал Аттила Дьорффи; Ганзориг Батбайар |
| 15 июля 2013 12:30 UTC+04:00 W46 | Отчёт | Хонда 6                    | Подборы  | Гросс, Лехторанта, Сааринен 3 | УСК «Биек-Тау», Казань Зрителей: 250 Судьи: Ласло Лоранд Букурести Пал Аттила Дьорффи; Ганзориг Батбайар |
| 15 июля 2013 12:30 UTC+04:00 W46 | Отчёт | Идзю, Синозаки 4           | Передачи | Саломаа 5                     | УСК «Биек-Тау», Казань Зрителей: 250 Судьи: Ласло Лоранд Букурести Пал Аттила Дьорффи; Ганзориг Батбайар |

### Гребля на байдарках и каноэ

#### Женщины
| Соревнование | Спортсмены | Предварительный этап | Предварительный этап | Полуфиналы | Полуфиналы | Финал                 | Финал                 |
| Соревнование | Спортсмены | Время                | Место                | Время      | Место      | Время                 | Итоговое место        |
| ------------ | ---------- | -------------------- | -------------------- | ---------- | ---------- | --------------------- | --------------------- |
| К1, 200 м    | Туйшу Ярва | 46.988               | 15                   | 46.765     | 4          | Завершила выступление | Завершила выступление |
| К1, 500 м    | Туйшу Ярва | 2:12.162             | 9                    | 2:11.514   | 4          | Завершила выступление | Завершила выступление |

### Дзюдо

##### Мужчины
| Категория | Спортсмен     | Турнир       | Первый раунд                     | Второй раунд                       | Третий раунд                       | Четвертьфинал        | Полуфинал            | Финал                | Итоговое место       |
| Категория | Спортсмен     | Турнир       | Соперник Результат               | Соперник Результат                 | Соперник Результат                 | Соперник Результат   | Соперник Результат   | Соперник Результат   | Итоговое место       |
| --------- | ------------- | ------------ | -------------------------------- | ---------------------------------- | ---------------------------------- | -------------------- | -------------------- | -------------------- | -------------------- |
| до 60 кг  | Юхо Рэйнвалль | За 1-е место |                                  | Григор Иванян (ARM) Поб. 0021:0001 | Арсен Галстян (RUS) Пор. 0003:0101 | Завершил выступление | Завершил выступление | Завершил выступление | Завершил выступление |
| до 60 кг  | Юхо Рэйнвалль | За 3-е место | Ариф Багиров (BLR) Пор. 0001:100 | Завершил выступление               | Завершил выступление               | Завершил выступление | Завершил выступление | Завершил выступление |                      |
| до 73 кг  | Ээту Лааманен | За 1-е место | Не участвовал                    | Мартин Загоров (SVK) Пор. 000:0022 | Завершил выступление               | Завершил выступление | Завершил выступление | Завершил выступление | Завершил выступление |
| до 90 кг  | Микко Сюкко   | За 1-е место |                                  | Чингиз Мамедов (KGZ) Пор. 000:100  | Завершил выступление               | Завершил выступление | Завершил выступление | Завершил выступление | Завершил выступление |

### Лёгкая атлетика

#### Мужчины
| Дисциплина      | Спортсмен               | Квалификационный раунд | Квалификационный раунд | Финал        | Финал          |
| Дисциплина      | Спортсмен               | Результат              | Место                  | Результат    | Итоговое место |
| --------------- | ----------------------- | ---------------------- | ---------------------- | ------------ | -------------- |
| 1500 м          | Туомо Салонен (фин.)    | Не стартовал           | Не стартовал           | Не стартовал | Не стартовал   |
| Тройной прыжок  | Алекси Тамментие (фин.) | 15.93                  | 5                      | 16.31        | 4              |
| Прыжки в высоту | Юсси Вийта (фин.)       | 2.20                   | 8                      | 2.20         | 8              |
| Толкание ядра   | Томас Содерлунд (фин.)  | 18.34                  | 9                      | 18.47        | 8              |
| Метание молота  | Туомас Сеппанен (фин.)  |                        |                        | 73.89        | 7              |
| Метание молота  | Юха Кауппинен (фин.)    |                        |                        | 67.76        | 13             |
| Метание копья   | Сампо Лехтола (фин.)    | 70.03                  | 14                     | 79.02        | 4              |

#### Женщины
| Дисциплина      | Спортсмен                   | Квалификационный раунд | Квалификационный раунд | Полуфинал             | Полуфинал             | Финал                 | Финал                 |
| Дисциплина      | Спортсмен                   | Результат              | Место                  | Результат             | Место                 | Результат             | Итоговое место        |
| --------------- | --------------------------- | ---------------------- | ---------------------- | --------------------- | --------------------- | --------------------- | --------------------- |
| 100 м           | Ханна-Маари Латвала (англ.) | 11.58                  | 5                      | 11.66                 | 7                     | 11.47                 | 4                     |
| 200 м           | Ханна-Маари Латвала         | 23.79                  | 7                      | 23.29                 | 2                     | 22.98                 |                       |
| 100 м с/б       | Элиса Лейнонен (фин.)       | Не финишировала        | Не финишировала        | Не финишировала       | Не финишировала       | Не финишировала       | Не финишировала       |
| 3000 м с/п      | Сандра Эрикссон (англ.)     |                        |                        |                       |                       | 9:55.11               | 6                     |
| Тройной прыжок  | Элина Торро (фин.)          | 13.30                  | 7                      |                       |                       | 13.34                 | 8                     |
| Прыжки в высоту | Элина Смоландер (фин.)      | 1.80                   | 13                     | Завершила выступление | Завершила выступление | Завершила выступление | Завершила выступление |
| Метание диска   | Катри Хирвонен (фин.)       |                        |                        |                       |                       | 52.83                 | 5                     |
| Метание диска   | Санна Камарайнен (фин.)     |                        |                        |                       |                       | 51.41                 | 7                     |
| Метание молота  | Йоханна Салмела (фин.)      |                        |                        |                       |                       | 61.03                 | 12                    |

### Плавание

#### Мужчины

##### Бассейн
| Личные соревнования | Спортсмен            | Предварительные заплывы | Предварительные заплывы | Полуфиналы | Полуфиналы | Финал                | Финал                |
| Личные соревнования | Спортсмен            | Результат               | Место                   | Результат  | Место      | Результат            | Место                |
| ------------------- | -------------------- | ----------------------- | ----------------------- | ---------- | ---------- | -------------------- | -------------------- |
| 50 м брасс          | Ээту Карвонен (фин.) | 27.88                   | 4                       | 28.04      | 8          | 27.90                | 6                    |
| 100 м брасс         | Ээту Карвонен        | 1:02.46                 | 16                      | 1:02.27    | 16         | Завершил выступление | Завершил выступление |

### Пляжный волейбол

#### Женщины
| Соревнование | Спортсмены                                | Групповой этап                                         | Групповой этап                                     | Групповой этап     | Плей-офф                                                      | Плей-офф                                                          | Плей-офф              | Плей-офф              | Финальный раунд                                        | Финальный раунд                                                | Финальный раунд       | Финальный раунд       | Итоговое место |
| Соревнование | Спортсмены                                | Групповой этап                                         | Групповой этап                                     | Групповой этап     | Первый раунд                                                  | Второй раунд                                                      | Четвертьфинал         | Полуфинал             | Первый раунд                                           | Второй раунд                                                   | Третий раунд          | Четвёртый раунд       | Итоговое место |
| Соревнование | Спортсмены                                | Соперник Результат                                     | Соперник Результат                                 | Соперник Результат | Соперник Результат                                            | Соперник Результат                                                | Соперник Результат    | Соперник Результат    | Соперник Результат                                     | Соперник Результат                                             | Соперник Результат    | Соперник Результат    | Итоговое место |
| ------------ | ----------------------------------------- | ------------------------------------------------------ | -------------------------------------------------- | ------------------ | ------------------------------------------------------------- | ----------------------------------------------------------------- | --------------------- | --------------------- | ------------------------------------------------------ | -------------------------------------------------------------- | --------------------- | --------------------- | -------------- |
| Женщины      | Кирси Хюттинен (нем.) / Тару Лахти (нем.) | Джессика Хоугтон / Сара Оконнор-Уильямс (AUS) Поб. 2:0 | Анджела Исида (англ.) / Саяка Мизое (JPN) Пор. 1:2 | Не участвовали     | Янне Аасланд Педерсен / Вильде Йоханне Солволл (NOR) Поб. 2:1 | Чанталь Лаборер (нем.) / Юлия Катарина Суде (нем.) (GER) Пор. 0:2 | Завершили выступление | Завершили выступление | За 17-е — 24-е место                                   | За 13-е — 16-е место                                           | За 9-е — 12-е место   | За 7-е — 8-е место    | 13             |
| Женщины      | Кирси Хюттинен (нем.) / Тару Лахти (нем.) | Джессика Хоугтон / Сара Оконнор-Уильямс (AUS) Поб. 2:0 | Анджела Исида (англ.) / Саяка Мизое (JPN) Пор. 1:2 | Не участвовали     | Янне Аасланд Педерсен / Вильде Йоханне Солволл (NOR) Поб. 2:1 | Чанталь Лаборер (нем.) / Юлия Катарина Суде (нем.) (GER) Пор. 0:2 | Завершили выступление | Завершили выступление | Джессика Хоугтон / Сара Оконнор-Уильямс (AUS) Поб. 2:0 | Магдалена Ирак (нем.) / Лена Плесиутщниг (нем.) (AUT) Пор. 1:2 | Завершили выступление | Завершили выступление | 13             |

### Прыжки в воду

#### Женщины
| Соревнование                     | Спортсмены                   | Предварительный раунд | Предварительный раунд | Полуфинал             | Полуфинал             | Финал                 | Финал                 |
| Соревнование                     | Спортсмены                   | Результат             | Место                 | Результат             | Место                 | Результат             | Место                 |
| -------------------------------- | ---------------------------- | --------------------- | --------------------- | --------------------- | --------------------- | --------------------- | --------------------- |
| Трамплин, 1 метр                 | Ийра Лаатунен                | 223,35                | 16                    | Завершила выступление | Завершила выступление | Завершила выступление | Завершила выступление |
| Трамплин, 1 метр                 | Тайна Карвонен               | 220,25                | 17                    | Завершила выступление | Завершила выступление | Завершила выступление | Завершила выступление |
| Трамплин, 3 метра                | Тайна Карвонен               | 228,75                | 14                    | 205,70                | 17                    | Завершила выступление | Завершила выступление |
| Вышка, 10 метров                 | Ийра Лаатунен                | 177,30                | 13                    | 220,05                | 12                    | 257,40                | 12                    |
| Синхронные прыжки, трамплин, 3 м | Ийра Лаатунен Тайна Карвонен |                       |                       |                       |                       | 233,43                | 8                     |
| Командный зачёт                  |                              |                       |                       |                       |                       | 1083,08               | 7                     |

### Спортивная борьба

#### Вольная борьба

##### Мужчины
| Категория | Спортсмен                  | Турнир       | 1/32 финала                        | 1/16 финала          | Четвертьфинал        | Полуфинал            | Финал                | Итоговое место       |
| Категория | Спортсмен                  | Турнир       | Соперник Результат                 | Соперник Результат   | Соперник Результат   | Соперник Результат   | Соперник Результат   | Итоговое место       |
| --------- | -------------------------- | ------------ | ---------------------------------- | -------------------- | -------------------- | -------------------- | -------------------- | -------------------- |
| до 66 кг  | Петтери Мартикайнен (фин.) | За 1-е место | Джеймс Грин (USA) Пор. 0:4         | Завершил выступление | Завершил выступление | Завершил выступление | Завершил выступление | Завершил выступление |
| до 84 кг  | Вилле Хейно (фин.)         | За 1-е место | Омаргаджи Магомедов (BLR) Пор. 1:3 | Завершил выступление | Завершил выступление | Завершил выступление | Завершил выступление | Завершил выступление |

##### Женщины
| Категория | Спортсмен               | Турнир       | 1/16 финала                   | Четвертьфинал               | Полуфинал             | Финал                 | Итоговое место        |
| Категория | Спортсмен               | Турнир       | Соперник Результат            | Соперник Результат          | Соперник Результат    | Соперник Результат    | Итоговое место        |
| --------- | ----------------------- | ------------ | ----------------------------- | --------------------------- | --------------------- | --------------------- | --------------------- |
| до 51 кг  | Тийна Юлинен (фин.)     | За 1-е место | Кэндес Воркман (USA) Поб. 5:0 | Юлия Благиня (UKR) Пор. 1:4 | Завершила выступление | Завершила выступление | Завершила выступление |
| до 55 кг  | Тийна Вайнионпаа (фин.) | За 1-е место | Хван Сунбьёль (PRK) Пор. 0:4  | Завершила выступление       | Завершила выступление | Завершила выступление | Завершила выступление |

#### Греко-римская борьба
| Категория | Спортсмен                  | Турнир       | 1/32 финала                       | 1/16 финала                   | Четвертьфинал                   | Полуфинал            | Финал                | Итоговое место       |
| Категория | Спортсмен                  | Турнир       | Соперник Результат                | Соперник Результат            | Соперник Результат              | Соперник Результат   | Соперник Результат   | Итоговое место       |
| --------- | -------------------------- | ------------ | --------------------------------- | ----------------------------- | ------------------------------- | -------------------- | -------------------- | -------------------- |
| до 55 кг  | Нико Охукайнен             | За 1-е место |                                   | Дмитрий Брычак (BLR) Пор. 1:3 | Завершил выступление            | Завершил выступление | Завершил выступление | Завершил выступление |
| до 66 кг  | Петтери Мартикайнен (фин.) | За 1-е место | Жакшылык Эмилбеков (KGZ) Пор. 0:5 | Завершил выступление          | Завершил выступление            | Завершил выступление | Завершил выступление | Завершил выступление |
| до 74 кг  | Вели-Карри Суоминен (фин.) | За 1-е место | Не участвовал                     | Игор Беслеага (ROU) Поб. 3:0  | Аркадиуш Кулинич (POL) Пор. 1:3 | Завершил выступление | Завершил выступление | Завершил выступление |
| до 96 кг  | Тимо Каллио (фин.)         | За 1-е место | Александр Грабовик (BLR) Пор. 1:3 | Завершил выступление          | Завершил выступление            | Завершил выступление | Завершил выступление | Завершил выступление |

### Спортивная гимнастика

#### Мужчины
| Соревнование         | Спортсмены                                                         | Квалификация | Квалификация | Финал                | Финал                |
| Соревнование         | Спортсмены                                                         | Баллы        | Место        | Баллы                | Место                |
| -------------------- | ------------------------------------------------------------------ | ------------ | ------------ | -------------------- | -------------------- |
| Командное первенство | Маркку Вахтила Юхо Канерва Ээту Лахти Томи Тууха Каспер Холопайнен |              |              | 229,300              | 21                   |
| Опорный прыжок       | Томи Тууха                                                         | 14,900       | 4            | 14,350               | 7                    |
| Опорный прыжок       | Ээту Лахти                                                         | 13,500       | 21           | Завершил выступление | Завершил выступление |
| Вольные упражнения   | Ээту Лахти                                                         | 14,000       | 36           | Завершил выступление | Завершил выступление |
| Вольные упражнения   | Томи Тууха                                                         | 13,950       | 39           | Завершил выступление | Завершил выступление |
| Вольные упражнения   | Каспер Холопайнен                                                  | 13,500       | 65           | Завершил выступление | Завершил выступление |
| Конь                 | Юхо Канерва                                                        | 14,100       | 32           | Завершил выступление | Завершил выступление |
| Конь                 | Каспер Холопайнен                                                  | 11,900       | 87           | Завершил выступление | Завершил выступление |
| Конь                 | Маркку Вахтила                                                     | 10,800       | 101          | Завершил выступление | Завершил выступление |
| Кольца               | Маркку Вахтила                                                     | 14,400       | 24           | Завершил выступление | Завершил выступление |
| Кольца               | Каспер Холопайнен                                                  | 12,850       | 76           | Завершил выступление | Завершил выступление |
| Кольца               | Ээту Лахти                                                         | 11,200       | 98           | Завершил выступление | Завершил выступление |
| Параллельные брусья  | Томи Тууха                                                         | 12,850       | 74           | Завершил выступление | Завершил выступление |
| Параллельные брусья  | Каспер Холопайнен                                                  | 12,600       | 81           | Завершил выступление | Завершил выступление |
| Параллельные брусья  | Маркку Вахтила                                                     | 11,000       | 102          | Завершил выступление | Завершил выступление |
| Перекладина          | Каспер Холопайнен                                                  | 13,800       | 35           | Завершил выступление | Завершил выступление |
| Перекладина          | Юхо Канерва                                                        | 12,800       | 66           | Завершил выступление | Завершил выступление |
| Перекладина          | Маркку Вахтила                                                     | 7,500        | 97           | Завершил выступление | Завершил выступление |

#### Женщины
| Соревнование        | Спортсмены            | Квалификация | Квалификация | Финал                 | Финал                 |
| Соревнование        | Спортсмены            | Баллы        | Место        | Баллы                 | Место                 |
| ------------------- | --------------------- | ------------ | ------------ | --------------------- | --------------------- |
| Личное первенство   | Анника Урвикко (фин.) | 48,800       | 26           | 49,300                | 20                    |
| Личное первенство   | Ида Лайси             | 49,750       | 22           | Не участвовала        | Не участвовала        |
| Опорный прыжок      | Анника Урвикко        | 13,200       | 17           | Завершила выступление | Завершила выступление |
| Вольные упражнения  | Ида Лайси             | 12,500       | 27           | Завершила выступление | Завершила выступление |
| Вольные упражнения  | Анника Урвикко        | 12,350       | 31           | Завершила выступление | Завершила выступление |
| Разновысокие брусья | Анника Урвикко        | 11,450       | 37           | Завершила выступление | Завершила выступление |
| Разновысокие брусья | Ида Лайси             | 11,050       | 42           | Завершила выступление | Завершила выступление |
| Бревно              | Ида Лайси             | 12,750       | 22           | Завершила выступление | Завершила выступление |
| Бревно              | Анника Урвикко        | 11,450       | 38           | Завершила выступление | Завершила выступление |

### Стрельба

#### Мужчины
| Соревнование                       | Спортсмены    | Квалификация | Квалификация | Полуфинал            | Полуфинал            | Финал                | Финал                |
| Соревнование                       | Спортсмены    | Результат    | Место        | Результат            | Место                | Результат            | Итоговое место       |
| ---------------------------------- | ------------- | ------------ | ------------ | -------------------- | -------------------- | -------------------- | -------------------- |
| Пневматическая винтовка, 10 метров | Вилле Нокипий | 606.4-28x    | 49           | Завершил выступление | Завершил выступление | Завершил выступление | Завершил выступление |
| Винтовка лёжа, 50 метров           | Вилле Нокипий | 606.3-21x    | 41           | Завершил выступление | Завершил выступление | Завершил выступление | Завершил выступление |
| Винтовка с трёх позиций, 50 метров | Вилле Нокипий | 1117-30x     | 48           | Завершил выступление | Завершил выступление | Завершил выступление | Завершил выступление |
| Трап                               | Юхо Ханнонен  | 107          | 21           | Завершил выступление | Завершил выступление | Завершил выступление | Завершил выступление |

#### Женщины
| Соревнование                       | Спортсмены               | Квалификация                   | Квалификация                   | Полуфинал             | Полуфинал             | Финал                 | Финал                 |
| Соревнование                       | Спортсмены               | Результат                      | Место                          | Результат             | Место                 | Результат             | Итоговое место        |
| ---------------------------------- | ------------------------ | ------------------------------ | ------------------------------ | --------------------- | --------------------- | --------------------- | --------------------- |
| Пневматический пистолет, 10 метров | Тийна Янкала             | 371-9x                         | 34                             | Завершила выступление | Завершила выступление | Завершила выступление | Завершила выступление |
| Пневматический пистолет, 10 метров | Аннука Риутта            | 365-1x                         | 48                             | Завершила выступление | Завершила выступление | Завершила выступление | Завершила выступление |
| Пневматическая винтовка, 10 метров | Паулийна Фриландер-Сойни | 408.0-24x                      | 36                             | Завершила выступление | Завершила выступление | Завершила выступление | Завершила выступление |
| Пистолет, 25 метров                | Тийна Янкала             | Точность / Скоростной пистолет | Точность / Скоростной пистолет | Завершила выступление | Завершила выступление | Завершила выступление | Завершила выступление |
| Пистолет, 25 метров                | Тийна Янкала             | 272-4x / 279-11x               | 40 / 21                        | Завершила выступление | Завершила выступление | Завершила выступление | Завершила выступление |
| Винтовка лёжа, 50 метров           | Паулийна Фриландер-Сойни |                                |                                |                       |                       | 580-29x               | 35                    |
| Винтовка с трёх позиций, 50 метров | Паулийна Фриландер-Сойни | 564-20x                        | 38                             | Завершила выступление | Завершила выступление | Завершила выступление | Завершила выступление |
| Трап                               | Микаэла Кварнистром      | 58                             | 12                             | Завершила выступление | Завершила выступление | Завершила выступление | Завершила выступление |

### Тяжёлая атлетика

#### Мужчины
| Категория | Спортсмен       | Вес (кг) | Рывок | Рывок | Рывок | Толчок | Толчок | Толчок | Всего | Место |
| Категория | Спортсмен       | Вес (кг) | 1     | 2     | 3     | 1      | 2      | 3      | Всего | Место |
| --------- | --------------- | -------- | ----- | ----- | ----- | ------ | ------ | ------ | ----- | ----- |
| до 77 кг  | Ере Йоханссон   | 76,62    | 117   | 121   | 121   | 147    | 153    | 153    | 264   | 18    |
| до 94 кг  | Ээро Ретулайнен | 93,81    | 140   | 145   | 145   | 173    | 178    | 178    | 318   | 10    |

#### Женщины
| Категория | Спортсмен      | Вес (кг) | Рывок | Рывок | Рывок | Толчок | Толчок | Толчок | Всего | Место |
| Категория | Спортсмен      | Вес (кг) | 1     | 2     | 3     | 1      | 2      | 3      | Всего | Место |
| --------- | -------------- | -------- | ----- | ----- | ----- | ------ | ------ | ------ | ----- | ----- |
| до 69 кг  | Анни Вуохийоки | 66,98    | 73    | 77    | 80    | 94     | 98     | 103    | 175   | 16    |

### Фехтование

#### Мужчины
| Соревнование | Спортсмены    | Предварительный раунд       | 1/128 финала  | 1/64 финала                    | 1/32 финала          | 1/16 финала          | Четвертьфинал        | Полуфинал            | Финал                | Итоговое место |
| Соревнование | Спортсмены    | Место в общей классификации | Соперник Счёт | Соперник Счёт                  | Соперник Счёт        | Соперник Счёт        | Соперник Счёт        | Соперник Счёт        | Соперник Счёт        | Итоговое место |
| ------------ | ------------- | --------------------------- | ------------- | ------------------------------ | -------------------- | -------------------- | -------------------- | -------------------- | -------------------- | -------------- |
| Шпага        | Нико Вуоринен | 28:21 (24)                  | Не участвовал | Флориан Стауб (SUI) Пор. 11:15 | Завершил выступление | Завершил выступление | Завершил выступление | Завершил выступление | Завершил выступление | 44             |

#### Женщины
| Соревнование | Спортсмены   | Предварительный раунд       | 1/128 финала                        | 1/64 финала                         | 1/32 финала          | 1/16 финала          | Четвертьфинал        | Полуфинал            | Финал                | Итоговое место |
| Соревнование | Спортсмены   | Место в общей классификации | Соперник Счёт                       | Соперник Счёт                       | Соперник Счёт        | Соперник Счёт        | Соперник Счёт        | Соперник Счёт        | Соперник Счёт        | Итоговое место |
| ------------ | ------------ | --------------------------- | ----------------------------------- | ----------------------------------- | -------------------- | -------------------- | -------------------- | -------------------- | -------------------- | -------------- |
| Шпага        | Микаэла Кок  | 21:23 (62)                  | Ульяна Балаганская (KAZ) Поб. 15:13 | Рената Кнапик (POL) Пор. 7:15       | Завершил выступление | Завершил выступление | Завершил выступление | Завершил выступление | Завершил выступление | 63             |
| Шпага        | Катарина Кок | 21:23 (48)                  | Не участвовала                      | Схин А Лам (англ.) (KOR) Пор. 14:15 | Завершил выступление | Завершил выступление | Завершил выступление | Завершил выступление | Завершил выступление | 52             |

### Художественная гимнастика
Женщины
| Соревнование              | Спортсменки | Квалификация | Квалификация | Финал                | Итоговое место       |
| Соревнование              | Спортсменки | Баллы        | Место        | Баллы                | Итоговое место       |
| ------------------------- | ----------- | ------------ | ------------ | -------------------- | -------------------- |
| Индивидуальное многоборье | Инесса Риф  |              |              | 53,982               | 27                   |
| Обруч                     | Инесса Риф  | 14,266       | 23           | Завершил выступление | Завершил выступление |
| Мяч                       | Инесса Риф  | 14,250       | 23           | Завершил выступление | Завершил выступление |
| Булавы                    | Инесса Риф  | 14,050       | 25           | Завершил выступление | Завершил выступление |
| Лента                     | Инесса Риф  | 11,416       | 30           | Завершил выступление | Завершил выступление |